# RecordNow
RecordNow（レコードナウ）は、Corelが開発・販売している、ライティングソフトウェア。

## 歴史
- 1999年10月、仏Prassi Europe SARLが業務用のライティングソフトPrimoCD Pro開発。Px-Engineという高機能なエンジンが搭載され、理論上最大64台まで同時書き込みができ、8台同時書き込みができるPrim CD Pro8、16台同時書き込みができるPrimoCD Pro16、64台同時書き込みができるPrimoCD Pro64の3バージョンがラインナップされた。
- 2000年2月、家庭用版のPrimoCD Plusとバンドル版のみのPrimoCDが発売された。新機能として、Primoスターターと呼ばれるウィザード機能が追加された。また、Proに比べてPrimoCD Plusは同時書き込みが2台までに制限されている。また、PrimoCDは同時書き込み1台までで、VideoCDやMP3作成の機能が省略されている。
- 2000年10月、EasySystems Japanが4台同時書き込みができるPrimoCD Deluxeの日本語版を発売。
- 2000年8月、PrimoDVDと名前を変え、その名のとおりDVDの書き込みにも対応した。この頃から、多数のドライブにバンドルされるようになった。
- 2000年11月13日、それまで米国版[1]を販売していた、米VERITAS社がPrassi Europe SARLを買収。
- 2001年、RecordNowと名前を変更。Ver.3からはウィザードのみのRecordNow、バンドル向けで同時書き込み台数を2台に制限したRecordNow DX(旧Plus)、全機能が使えるRecordNow MAX(旧Pro)と3つのラインが用意されるようになった。
- 2002年11月13日に米Sonic SolutionsがVeritasのDesktop and Mobile Division部門を買収。Ver.5からは、RecordNow DXとRecordNow MAXが廃止され、RecordNowのみのラインナップとなった。
- 2004年4月5日、Ver.7からは二層DVDをサポートし、当時では唯一規格通りに焼けるライティングソフトとしてあらゆるドライブやPCにバンドルされるようになった。
- 2004年6月29日、SonicがDigitalMedia Plusを発表。Sonic Centralという名前になり、バージョンも2.0.4と今までのバージョン表記を受け継がれない形となった。
- 2004年8月10日にはRoxioソフトウエア部門を買収。これによりEasyシリーズと統合。名前をRoxio Centralと変更。これ以降、製品版『RecordNow』はEasy Media Creatorから音楽機能を抽出した物として発売されるようになった。
- 2009年4月1日、国内のパッケージ版の販売元がラネクシーに変わった。(開発やダウンロード販売、サポートは引き続きソニック・ソリューションズが行っている。)[2]
- 2010年12月12日、Sonic SolutionsがRoviに買収される。[3]
- 2012年1月18日、加CorelがRoviのRoxio部門を買収する。[4]

## 概要
1993年に米Incat SystemsがEasy CDを開発。その後1995年に米アダプテックに買収され、COREL CD Creatorとの統合などによりソフトの方向性が変わったため退社したウンベルト、パウロがPrassi Software USAを設立。 
業務用のCD Repや民生用のCD Rightを開発するもアダプテック製品のソースコードを流用しているとして販売できなくなったため、1999年、新たに仏Prassi Europe SEALを設立し、Primo CD、PxEngineを開発した。
なお、ウンベルト、パウロはVeritasのDesktop and Mobile Division部門がソニックソリューションズに買収されたときに退社し、Prassi Technology SEALを設立。新たなライティングソフトおよびエンジン「Zulu2」(欧州ではTRAXDATAよりonesという
名前で発売)、「PzMDK」を開発。日本では、EasySystems JapanとDigiOnが共同で設立したEASY DIGION RELATIONSから発売された。しかし、2005年1月3日、Prassi Technology SEALがEASY DIGION RELATIONSに買収され、その後、2005年12月15日、EasySystems JapanもC4 Technologyに買収されてしまったため、これらの開発は事実上終了した。なおPzMDKについてはAIM Corporationが引き続きサポートを行っている。

## 特徴
業務用Pxエンジンを搭載しているため、安定した書き込みと複数台同時書き込みに長けており、最大64台の同時書き込みが可能となっている。

対応ドライブの追加は新しいエンジンを入れるだけで対応するので、サポートが終了した旧バージョンでも最新のドライブが使えるという利点がある。

また、Ver.7.1からは二層DVDの書き込みに対応しており、規格どおりLayer.Brの記述を行なう、-R DLでは他のライティングソフトと異なり先頭セクタにもダミーファイルを置くなど互換性を高めるような記録が可能。

イメージファイルは.isoと専用の.gi(グローバルイメージ)の書き出しに対応しており.giはFAT32環境下で使用し易いよう2GB毎に分割される仕様となっている。読み出し形式は.iso、.gi、.udi(UDFイメージ)、.c2d、.cue、.binの読み出しが可能となっている。

## パッケージ版
この項では、原則、日本で発売されたパッケージ名とバージョン番号で表記する。
- PrimoCD DeLuxe (2000年10月12日発売)

イージーシステムズジャパンから発売。同時書き込みは4台までとなっている。パケットライトソフトのPrassi Software USAのabCD(現:NeroAGのInCD)とミュージックプレイヤーのearjam-IMP、簡易プレゼンテーション作成AudioPix Freeがバンドルされている。
- PrimoDVD Ver.2.0 (2001年6月21日発売)

新たにDVD-Rなどの記録型DVDに対応した。
- VERITAS RecordNow MAX (2001年10月23日発売)

- RecordNow MAX4 (2002年7月5日発売)

PxEngineを用いたパケットライティングソフトDLA(Drive Letter Access)や同じくPxEngineを用いたDVDオーサリングソフトのDigiOnAuthor For DVD L.E.をバンドル。
- RecordNow MAX4.6 (2003年2月14日発売)

DLA，DigiOnAuthor For DVD L.E.に加えてSimple Backupもバンドルされている。
- RecordNow! Deluxe version 6 (2003年10月16日発売)

ソニックソリューションズから発売。DLAやBackup MyPCの他にソニックソリューションズ製のソフトであるDVD it!やMyDVD、CinePlayerと連携が可能になった。
- RecordNow! Deluxe version 7 (2005年2月4日発売)

パッケージ版はインターチャネルから発売された。DLAがバンドル。
- RecordNow 8 (2006年4月21日発売)

ソニックソリューションズから発売。
- RecordNow 9 Music Lab Premier (2007年4月20日発売)
- RecordNow 10 Music Lab Premier
- RecordNow Music Lab Premier(内部バージョン12) (2010年6月25日発売)

## バージョン
| バージョン      | リリース日                  | 変更点 |
| --------------- | --------------------------- | --- |
| PrimoCD         |                             | |
| 1.1.297         |                             | Version 1リリース                                                                                          |
| 1.1.356         | 2000年2月24日               | |
| 1.3.404         | 2000年12月1日               | Version 1 最終版                                                                                           |
| 1.5.730         |                             | DDCD対応版(SONYドライブバンドルのみ)                                                                       |
| 1.5.731         |                             | バグFix |
| PrimoDVD        |                             | |
| 2.0.749         |                             | DVD-R/RWの記録に対応                                                                                       |
| RecordNow 3     |                             | |
| 3               |                             | DVD+RWの記録に対応。その他、DJ Burn、MP3エンコーダーの搭載、CDDB対応などの音楽関係の機能強化               |
| 3.7             |                             | Bootable CDの製作の向上。その他バグFix                                                                     |
| RecordNow 4     |                             | |
| 4.0             |                             | DVD+RWのバックグラウンドフォーマットおよびDVD-R/RWのクイックフォーマットをサポート                         |
| 4.11            |                             | バグFix |
| 4.56            |                             | バグFix |
| 4.60            |                             | DVDメディアの追記対応、CD-TEXTの日本語対応、ノーマライズ機能の追加                                         |
| 4.61            |                             | バグFix |
| 4.62            |                             | Version 4最終版                                                                                            |
| RecordNow 5     |                             | |
| 5.1             | IBMやHPの一部のPCにバンドル | GUIのデザインを一部変更。メインアプリケーション(MAX、DX)の廃止に伴いCD-Extra及びビデオCD非対応。           |
| RecordNow 6     |                             | |
| 6.5             |                             | ディスク上でのフォルダ作成、ファイルの削除が可能になった。                                                 |
| 6.7             |                             | 駄目文字があったのを修正                                                                                   |
| RecordNow 7     |                             | |
| 7.0.0           | 2004年4月5日                | Version 7リリース                                                                                          |
| 7.1.0           | 2004年4月5日                | DVD+R DLに対応                                                                                             |
| 7.2             |                             | |
| 7.3.0           | 2004年12月16日              | |
| 7.3.1           |                             | DVD-R DLに対応                                                                                             |
| 7.3.2           |                             | Version 7最終版                                                                                            |
| Sonic Central 2 |                             | |
| 2.0.4           |                             | GUIを一新。.udi形式のイメージファイルの読み込みに対応。(Digital Media Plus7に収録)                         |
| Roxio Central 3 |                             | |
| 3.0.0           |                             | .cue、.c2d形式のイメージファイルの読み込みに対応。(Easy Media Creator 8(RecordNow8)に収録)                 |
| 3.2.0           |                             | Easy Media Creator 8.2に収録                                                                               |
| 3.3.0           |                             | Vista対応(バンドル版のみ)、BDAV PluginでBDの書き込みをサポート(Easy Media Creator 9.0、RecordNow 9に収録)  |
| 3.4.0           |                             | Easy Media Creator 9.0.6に収録                                                                             |
| 3.5.0           |                             | Vista対応(パッケージ版)(Easy Media Creator 9.1に収録)                                                      |
| 3.6.0           |                             | HDDVDをサポート(Easy Media Creator 10.0に収録)                                                             |
| 3.7.0           |                             | バグFix(Easy Media Creator 10.1、RecordNow 10に収録)                                                       |
| Roxio Central 4 |                             | |
| 4.5.3145        | 2008年8月28日               | GUIを一新。.bin形式のイメージファイルの読み込みに対応。HDDVDをサポートから除外。(Roxio Creator 2009に収録) |
| Roxio Central 5 |                             | |
| 5.0.3492        | 2009年8月26日               | オプション周りを簡素化。オーバーバーン機能を除外。(Roxio Creator 2010に収録)                               |
| 5.0.3849        | 2010年8月25日               | .c2d、.cue、.bin形式のisoイメージの読み込みをサポートから除外。(Roxio Creator 2011に収録)                  |
| Roxio Central 6 |                             | |
| 6.0.4218        | 2011年8月31日               | .c2d、.cue、.bin形式のisoイメージの読み込み機能の復活。(Roxio Creator 2012に収録)                          |
| Roxio Central 7 |                             | |
| 7.0.4582        | 2012年9月28日               | (Roxio Creator NXTに収録)                                                                                  |
| 7.0.5001        | 2013年11月29日              | (Roxio Creator NXT2に収録)                                                                                 |

## サポートドライブの追加
RecordNow MAX、DXのVer.4.6以降では、px.iniに以下の記述をすることにより非公式ながらサポートドライブを追加することができる。ただし、Pxエンジンは、Ver.1.8.34.500以前のものである必要がある。
```
[ADD0x] //x=1~9
Vendor= //メーカー名
Product= //ドライブ名 
Type= //SS=自動認識、7=CD-RW、1=CD-ROMなど
Class=8001
MaxReadSpeedCD=52 //CDの最大読み込みスピード
MaxReadSpeedDVD=16 //DVDの最大読み込みスピード
WriteSpeed=4 8 16 20 24 32 40 52 //CD-Rの書き込みスピード
WriteSpeedDVD= 1 2 4 //DVD-R、DVD+Rの書き込みスピード
ReWriteSpeed=4 10 12 16 20 24 32 //CD-RWの書き込みスピード
ReWriteSpeedDVD= 1 2 //DVD-RW、DVD+RWの書き込みスピード
Flags=1 //1=BurnProofなど
```

## 問題点
Pxエンジンの仕様変更によりVer.2.xx以降、RecordNow MAX系(MAX,DX)で使用されていた部分が削除されてしまった為使用不可能になった。(Wizardモードでは正常に動作する。)

## Pxエンジンを採用しているその他のソフト
- DLA,Drag-to-Disc(ver.9)
- Backup MyPC,BackOnTrack
- DigiOnAuthor For DVD
- SonicStage,CONNECT Player,x-アプリ
- Click to DVD
- SonicStage Mastering Studio
- Adobe Encore(現行verは不明)
- TMPGEnc DVD Author(ver.2まで)
- Winamp
- Drag'n Drop CD+DVD(ver.3まで)
- neoDVD(ver.4まで?)
- Quintessential Player
- CD革命/Virtual Pro(Ver.6まで)